# Ligne Clemency-Autelbas
La ligne Clemency-Autelbas est une ancienne ligne de chemin de fer entre le Luxembourg et la Belgique.

## Histoire
La ligne est créée par la compagnie des chemins de fer Prince-Henri (PH) sans aide gouvernementale, dans l'objectif de se raccorder directement au réseau ferroviaire belge sans passer par le réseau de la Société royale grand-ducale des chemins de fer Guillaume-Luxembourg (GL).
La ligne, longue de 4,1 km, est mise en service le 3 juin 1874. En 1877, la ligne est reprise par la Société anonyme luxembourgeoise des chemins de fer et minières Prince-Henri (PH) après la faillite de la société homonyme et l'année suivante un accord est conclu avec la Direction générale impériale des chemins de fer d'Alsace-Lorraine — qui exploite le réseau du GL — qui permet aux trains du PH d'emprunter sans surcoût le réseau du GL, rendant la ligne Clemency-Autelbas inutile ; dès lors, elle n'est que rarement utilisée et est démantelée en 1901,.

## Caractéristiques
Longue de 4,1 km et à voie unique, la ligne débutait à la gare de Clemency sur la ligne de l'Attert et ne comptait aucune gare intermédiaire jusqu'à la gare d'Autelbas en Belgique, sur la ligne 162.

## Vestiges
Il reste peu de vestiges de la ligne, essentiellement des ouvrages d'art au dessus des ruisseaux, la ligne passait au milieu des champs dans ce qui est aujourd'hui un champ d'éoliennes avec l'autoroute A4 belge (E25) qui coupe l'ancienne emprise qui n'est plus guère distinguable que par quelques bosquets d'arbres.
De part et d'autre de l'ancienne ligne, les lignes voisines ont connu des destins différents : En effet, du côté luxembourgeois, la ligne de l'Attert et la gare de Clemency ont toutes deux fermé en 1969. Du côté belge, même si les lignes 162 et 167 sont toujours en service, la gare d'Autelbas ne l'est plus depuis 1988.